# Hydropsyche tana
Hydropsyche tana is een schietmot uit de familie Hydropsychidae. De soort komt voor in het Nearctisch gebied.